# Benátský mír

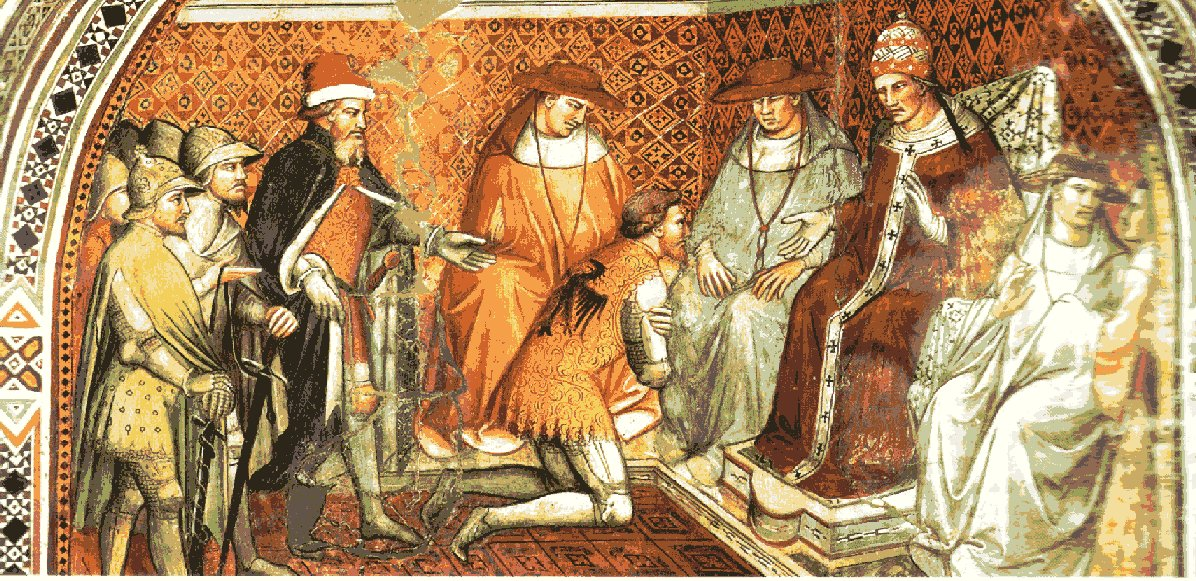
Fridrich I. Barbarossa uznává autoritu papeže Alexandra III.

Benátský mír byla smlouva, kterou císař Fridrich I. Barbarossa a papež Alexandr III. uzavřeli mír.
Smlouvu podepsali v Benátkách 24. července 1177. Fridrich, jak už bylo ve středověku zvykem, musel s každým protivníkem uzavřít mírovou dohodu zvlášť. Nejsilnějším protivníkem byla severoitalská města, která za uznání císaře svým pánem dostala na oplátku odpuštění "daní" za dobu trvání války.
Větší byly potíže s Normany na jihu Itálie.